# Pioggia di successi
Pioggia di successi è una compilation di Adriano Celentano pubblicata nel 1969. I brani sono tutti in versione strumentale.

## Tracce
1. Straordinariamente
2. La pelle
3. Il filo di Arianna
4. Azzurro
5. Un bimbo sul leone
6. La tana del re
7. Una carezza in un pugno
8. Lirica d'inverno
9. L'attore
10. Storia d'amore
11. Miseria nera
12. La storia di Serafino